# Mareui-le-Port
Mareuil-le-Port là một xã trong tỉnh Marne, thuộc vùng hành chính Grand Est của nước Pháp, có dân số là 1317 người (thời điểm 1999).

## Thông tin nhân khẩu
| 1962  | 1968  | 1975  | 1982  | 1990  | 1999  |
| ----- | ----- | ----- | ----- | ----- | ----- |
| 1.245 | 1.386 | 1.403 | 1.327 | 1.392 | 1.317 |